# Amsterdam (1712)
De Amsterdam was een linieschip van de Admiraliteit van Amsterdam met een bewapening van 96 stukken vernoemd naar de stad Amsterdam. Het schip heeft van 1712 to 1738 dienstgedaan bij de Amdiraliteit waarna het in 1738 verkocht is.